# Черето Ланге (Кунео)
Черето Ланге (итал. Cerretto Langhe) је насеље у Италији у округу Кунео, региону Пијемонт.
Према процени из 2011. у насељу је живело 73 становника. Насеље се налази на надморској висини од 666 м.

## Становништво
Према резултатима пописа становништва 2011. у општини је живело 455 становника.
| 1936. | 1951. | 1961. | 1971. | 1981. | 1991. | 2001. | 2011. |
| ----- | ----- | ----- | ----- | ----- | ----- | ----- | ----- |
| 778   | 740   | 591   | 441   | 391   | 383   | 469   | 455   |